# Coqueiro Seco
Coqueiro Seco é um município brasileiro do estado de Alagoas.